# Dušan Mugoša

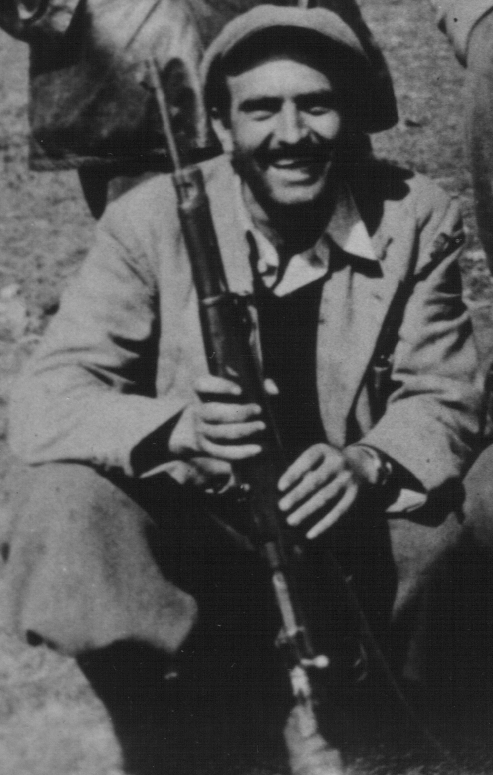
Dušan Mugoša (1942/1943)

Dušan Mugoša (1914-1973) was een Joegoslavisch politicus van de partij Liga van Communisten van Kosovo (Savez Komunista Kosovo (i Metohija), SKK), de toen enige partij van Kosovo.
Van 4 april 1960 tot 18 juni 1963 was hij parlementair president in de Autonome Provincie Kosovo en Metohija, de naam van Kosovo tussen 1946 tot 1974 als onderdeel van de republiek Servië in de federatie Joegoslavië.
Zijn voorganger was Pavle Jovićević en zijn opvolger Stanoje Akšić.